# Can Noguera (Abrera)
Can Noguera fou una masia al terme municipal d'Abrera (Baix Llobregat) inclosa a l'Inventari del Patrimoni Arquitectònic de Catalunya. Masia de planta basilical feta de tàpia i emblanquinada. Està estructurada en tres naus, amb planta baixa, pis i golfes i està coberta a dues aigües amb teula. La porta d'entrada és un arc de mig punt adovellat i a ambdues bandes hi ha passadissos. A la façana destaquen una reixa de ferro forjat en una finestra de planta baixa, el rellotge de sol al primer pis i un plafó pintat amb un creu, unes inicials (C.LL., segurament Carles Llança, un antic propietari) i dues dates, 1665 i 1917. La coberta acaba amb un ràfec amb una doble filera de teules a mode de sanefa decorativa. El conjunt de l'edifici està tancat per un barri amb dues portes, la d'accés a l'edifici i una altra que ens porta al camp i a l'era.